# Église Saint-Quentin de Scy-Chazelles
Pour les articles homonymes, voir église Saint-Quentin et Saint-Quentin.
L’église Saint-Quentin est une église fortifiée datant du XIIe siècle située dans la commune de Scy-Chazelles, dans la banlieue de Metz. Elle est le lieu de sépulture de Robert Schuman, l’un des pères fondateurs de la construction européenne.

## Historique
En 825, l’évêque de Metz Drogon créé une paroisse, regroupant quatre villages dont Chazelles. L'évêque Étienne de Bar, en lutte contre la ville de Metz y fait construire une première chapelle en 1120, tandis que l'édifice actuel est construit à la fin du XIIe siècle.
En 1862, elle est l’un des premiers édifices classées du département de la Moselle. Elle fait partie d'un ensemble d’églises fortifiées que l'on trouve autour de Metz. À l'origine, elle se compose d’une nef voutée en berceau plein cintre et d’une abside en cul-de-four. Les petites fenêtres romanes et l’oculus quadrilobe de la façade principale, encore visibles aujourd’hui, datent de cette époque. Entre les XIIIe et XVIe siècles, deux chapelles secondaires sont construites de chaque côté de la travée centrale et l’ensemble est fortifié. Un étage est rajouté au-dessus de la nef et de l’abside, aux murs crénelés et percés d'embrasures de tirs, fermées par des panneaux en bois. La porte sud est elle protégée par une bretèche.

### Restaurations
En 1887, la Moselle faisant partie intégrante de l’Empire allemand, d’importantes transformations sont menées. De larges fenêtres sont percées, la porte romane est condamnée et une nouvelle porte est ouverte à l'Est. Des contreforts sont construits et le chevet reçoit une couverture en pans de bois. Les travaux sont dirigés par l’architecte allemand Paul Tornow, celui-là même qui conduira plus tard les travaux sur la façade de la cathédrale Saint-Étienne de Metz.
L'église est classée au titre des monuments historiques par parution au journal officiel du 16 février 1930.
En 1966, lors d’une nouvelle restauration, des peintures murales sont mises au jour dans l’abside. En 1999, lors d’une seconde restauration, certains contreforts de Tornow sont supprimés, afin de rendre à l’église l’aspect plus traditionnel des églises fortifiées du pays messin.
En 2005, Arcabas réalise l'ensemble du mobilier liturgique.

## Robert Schuman
Robert Schuman décède en 1963. Habitant à Scy-Chazelles, il est enterré au cimetière communal, après des obsèques solennelles célébrées à la cathédrale de Metz. En 1966, sa dépouille est transférée à la chapelle Saint-Quentin, qui se trouve à proximité immédiate de son ancienne maison, aujourd'hui transformée en musée.
En 2005 est inauguré le nouveau mobilier liturgique signé Arcabas à l'occasion de la commémoration à Scy-Chazelles du discours de Robert Schuman le 9 mai 1950 considéré comme le texte fondateur de la Communauté Européenne.

## Galerie d'images

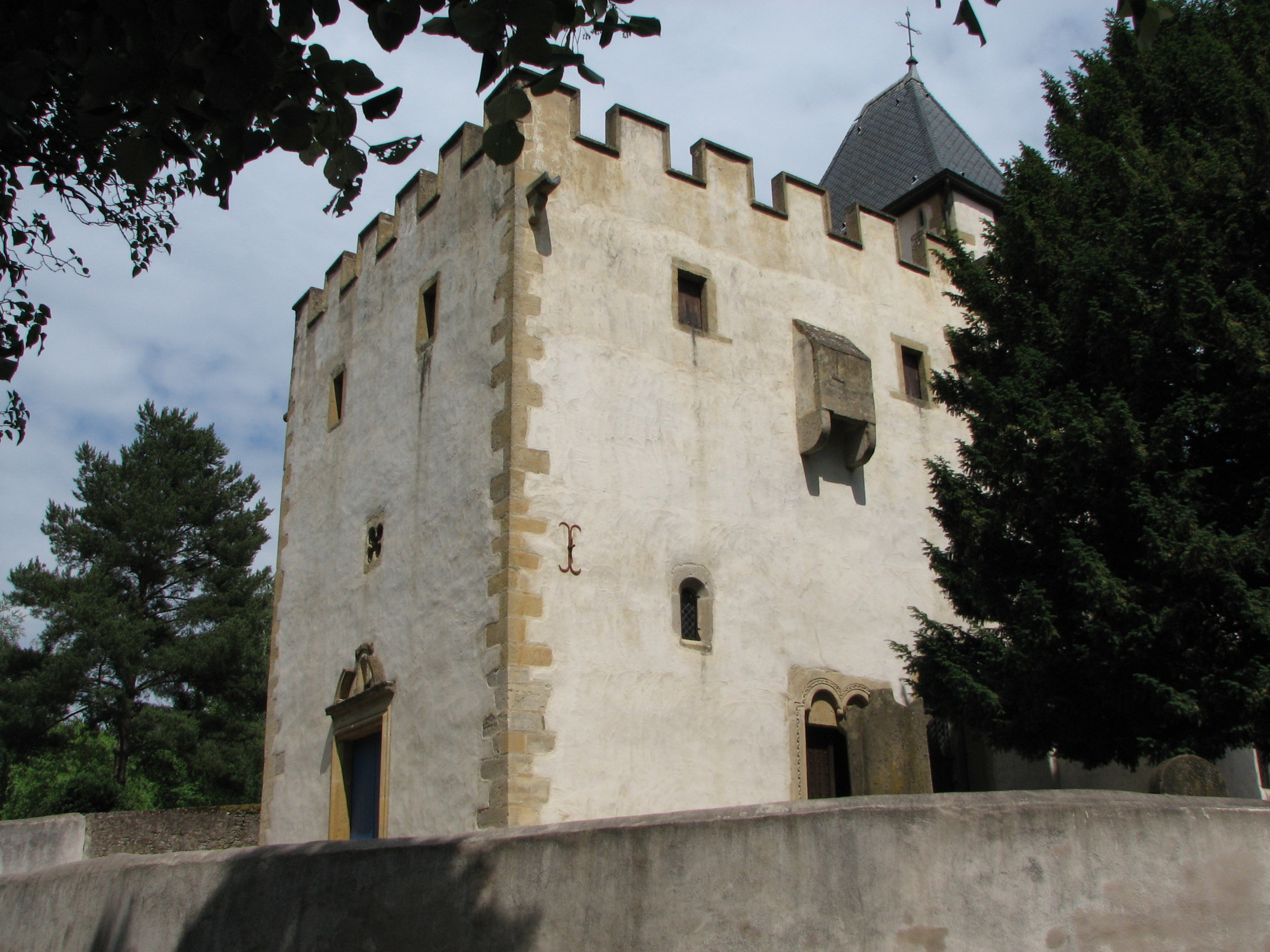
Façades est et sud de l'édifice.
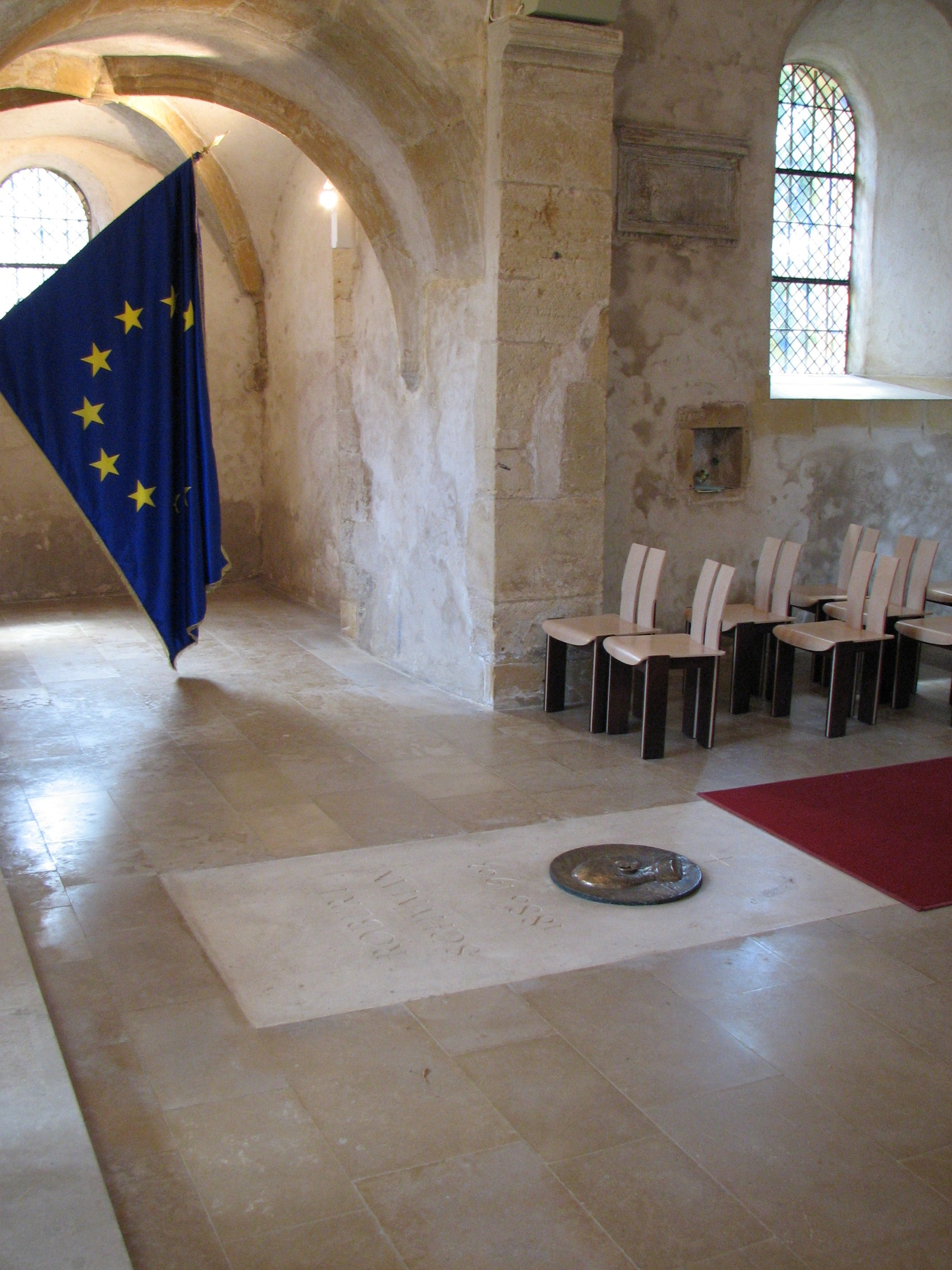
La tombe de Robert Schuman.
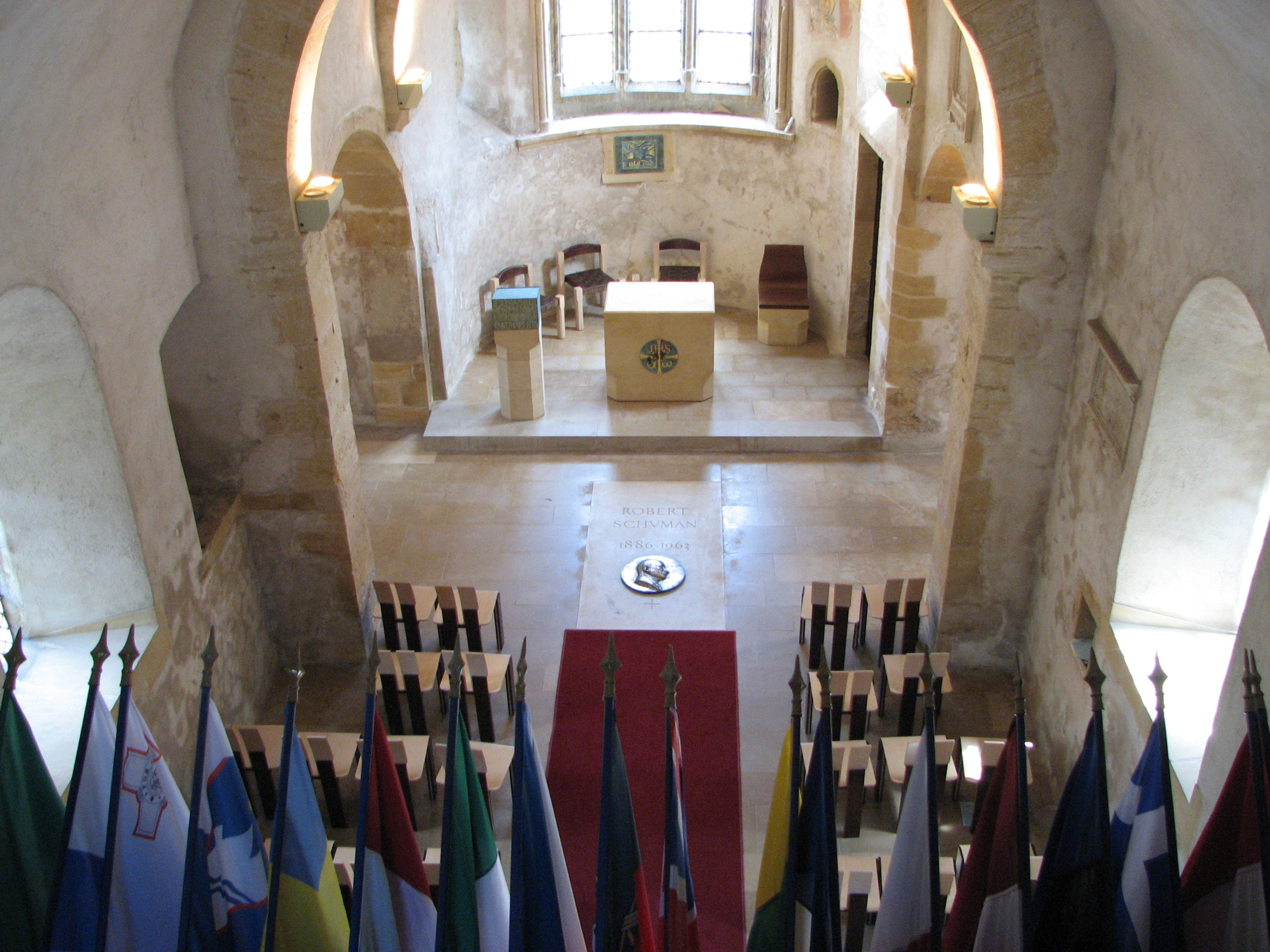
L’intérieur de la chapelle avec la tombe de Robert Schuman et l’ensemble des drapeaux des pays de l’Union européenne.